# Lissac-et-Mouret
 Lissac-et-Mouret  es una población y comuna francesa, situada en la región de Mediodía-Pirineos, departamento de Lot, en el distrito de Figeac y cantón de Figeac-Ouest.

## Demografía
| 486 | 480 | 557 | 681 | 751 | 786 |
| Para los censos de 1962 a 1999 la población legal corresponde a la población sin duplicidades (Fuente: INSEE [Consultar]) |     |     |     |     |     |